# Barbeyella minutissima
Barbeyella minutissima ist eine Schleimpilzart aus der Ordnung der Echinosteliida und die einzige Art der Gattung Barbeyella. Ihr Verbreitungsgebiet ist auf die Nordhalbkugel beschränkt, sie siedelt oftmals auf Moosen. Die Art zählt zu den kleinsten Vertretern der Myxogastrien und gilt als selten.

## Merkmale
Das Protoplasmodium ist farblos-durchsichtig, die Fruchtkörper entstehen aus halbkugelförmigen Protoplasma-Massen, die im Durchmesser das annähernd 1,5-fache der reifen Sporangien messen. Mit zunehmender Reife treten dunkle Flecken auf und später wird die Mitte des Protoplasmas dunkel. Das noch durchscheinend-milchweisse Protoplasma steigt dann entlang des Stiels nach oben, wo zuerst Capillitium und Peridium und abschließend die Sporen gebildet werden. Bei Zimmertemperatur dauerte dieser Prozess rund einen Tag.
Die langgestielten, schwarzbraunen oder schwarzvioletten, kaum glänzenden Sporangien von Barbeyella sind kugelförmig, sie messen 0,15 bis 0,2 Millimeter im Durchmesser und sind einschließlich des Stiels 0,3 bis 0,7 Millimeter lang. Meist stehen sie verstreut, oft aber auch in lockeren, großen Kolonien. Der Hypothallus hat einen Durchmesser von 0,7 Millimetern und ist auf Moosen nicht zu erkennen, auf Holz ist er rotbraun. Der braunschwarze Stiel ist gegen den Grund zu bis auf 0,1 Millimeter verdickt und verjüngt sich nach oben hin bis auf 5 Mikrometer, er ist angefüllt mit protoplasmatischem Ausschussmaterial. Die der Stielspitze entspringende Columella läuft an ihrem oberen Ende auf rund halber Höhe der Fruktifikation in sieben bis dreizehn einfache oder selten gegabelte, 1 bis 4 Mikrometer im Durchmesser messende, dunkelbraune Capillitiumsfäden aus. Diese sind straff, meist einzeln, selten zu zweit mit den lappigen, länglich runden Abschnitten des Peridiums verwachsen, in die das Sporangium zur Sporenreife von oben gegen den Grund zu zerreißt. Durch diese Verwachsung werden die Peridiallappen am Abbrechen gehindert und verteilen die Sporen so über eine längere Zeit, ähnlich einer Porenkapsel. Die Peridien sind oberwärts mit plasmatischen Granulationen besetzt, gegen den Grund zu von solchen jedoch annähernd frei. Je nach der Größe der plasmatischen Granulationen erscheint die Peridie papillös oder glatt.
Die Sporen sind in Masse schwarzbraun, im Durchlicht braun. Sie sind warzig skulpturiert, seltener nahezu glatt und weisen einen Durchmesser von 7 bis 9 Mikrometer auf.

## Verbreitung
Barbeyella minutissima gilt als selten. Ihre Verbreitung folgt der montaner Fichten-Tannen-Wäldern auf der Nordhalbkugel. Sie ist beschränkt auf Höhenlagen zwischen 500 und 2500 Metern, gelegentlich bis auf Meereshöhe ab- oder bis 3500 Meter aufsteigend. Bisher gefunden wurde sie in Europa (Finnland, Deutschland, Schweiz, Polen, Rumänien), im westlichen und östlichen Nordamerika (Washington, Oregon, Kalifornien, Mexiko bzw. North und South Carolina sowie Virginia), im indischen Himalaya sowie in Japan.

## Ökologie
Die Art siedelt ausschließlich in Habitaten aus leicht bis stark verrottetem und rindenlosem Totholz in Nadelwäldern kühler, feuchter Umgebungen. Das Holz ist dabei zu 40 bis 100 % mit Lebermoosen, insbesondere der Gattungen Nowellia bzw. Cephalozia, überwachsen. Insbesondere Nowellia curvifolia gilt als Indikator für die Art. Alternativ zu Moosen findet es sich auch vergesellschaftet mit einzelligen Algen, es wird vermutet, dass das Protoplasmodium entweder die Algen oder die an ihnen lebenden Bakterien phagozytiert. Daneben finden sich öfter auch weitere Arten der Myxogastria gemeinsam mit Barbeyella, insbesondere Lepidoderma tigrinum, Lamproderma columbinum und Colloderma oculatum.

## Systematik und Forschungsgeschichte
Die Art wurde 1914 von Charles Meylan anhand eines Exemplars aus dem Schweizer Jura erstbeschrieben. Der Gattungsname ehrt den Schweizer Botaniker William Barbey (1842–1914). Gemeinsam mit der Gattung Clastoderma bildet sie die Familie der Clastodermidae.

## Nachweise
Fußnoten direkt hinter einer Aussage belegen die einzelne Aussage, Fußnoten direkt hinter einem Satzzeichen den gesamten vorangehenden Satz. Fußnoten hinter einer Leerstelle beziehen sich auf den kompletten vorangegangenen Absatz.
1. 1 2 3 4 5  Martin Schnittler, Steven L. Stephenson, Yuri K. Novozhilov: Ecology and world distribution of Barbeyella minutissima (Myxomycetes). In: Mycological Research, Bd. 104, 2000, S. 1518.
2. 1 2 3 4  Hermann Neubert, Wolfgang Nowotny, Karlheinz Baumann: Die Myxomyceten Deutschlands und des angrenzenden Alpenraumes unter besonderer Berücksichtigung Österreichs. Band 1. Karlheinz Baumann Verlag, Gomaringen 1993, ISBN 3-929822-00-8, S. 46–47.
3. 1 2 3  Hans Schinz: Myxogasteres (Myxomycetes, Mycetozoa). In: Dr. L. Rabenhorst's Kryptogamen-Flora von Deutschland, Oesterreich und der Schweiz, Bd. 1 (Die Pilze Deutschlands, Oesterreichs u. d. Schweiz mit Berücksichtigung der übrigen Lander Europas), Teil 10, 1920, S. 408–410.
4. ↑  Michael J. Dykstra, Harold W. Keller: Mycetozoa. In: John J. Lee, G. F. Leedale, P. Bradbury (Hrsg.): An Illustrated Guide to the Protozoa. Band 2. Allen, Lawrence 2000, ISBN 1-891276-23-9, S. 965 (englisch).